# جاي وارد (لاعب كرة قاعدة)
جاي وارد (بالإنجليزية: Jay Ward)‏ هو لاعب كرة قاعدة أمريكي، ولد في 9 سبتمبر 1938 في مقاطعة لين في الولايات المتحدة، وتوفي في 24 فبراير 2012 في كاليسبيل في الولايات المتحدة.

## وصلات خارجية
- جاي وارد على موقع دوري كرة القاعدة الرئيسي (الإنجليزية)
- جاي وارد على موقع الدوري الياباني لكرة القاعدة (الإنجليزية)
- جاي وارد على موقعبيزبول رفرنس.كوم (الدوري الرئيسي) (الإنجليزية)
- جاي وارد على موقعبيزبول رفرنس.كوم (الدوري الثانوي) (الإنجليزية)
- جاي وارد على موقع إي إس بي إن.كوم (أم.أل.بي) (الإنجليزية)
- جاي وارد على موقع مشجعي الرسوم البيانية (الإنجليزية)